# Allobopyrus
Allobopyrus is een monotypisch geslacht van isopoda-parasieten in de familie Bopyridae en bevat de volgende soort:
- Allobopyrus rumphiusi Bourdon, 1983